# آن شلکینز
آن شلکینز (انگلیسی: Anne Schellekens؛ زادهٔ ۱۸ آوریل ۱۹۸۶) ورزشکار روئینگ اهل پادشاهی هلند است.
وی در مسابقات کشوری و بین‌المللی در مجموع برندهٔ ۱ مدال برنز شده‌است.